# Anthony Sherman
Anthony Sherman (North Attleboro, 11 dicembre 1988) è un ex giocatore di football americano statunitense che ha militato nel ruolo di fullback nella National Football League (NFL). Fu scelto nel corso del quinto giro (136º assoluto) del Draft NFL 2011 dagli Arizona Cardinals. Al college ha giocato a football all'Università del Connecticut.

## Carriera professionistica

### Arizona Cardinals
Sherman fu scelto dagli Arizona Cardinals nel corso del quinto giro del Draft 2011. Nella sua stagione da rookie disputò 15 partite, 7 delle quali come titolare, ricevendo 8 passaggi per 72 yard. Nella stagione successiva scese in campo 13 volte (4 come titolare) con 5 ricezioni per 39 yard.

### Kansas City Chiefs
Il 1º maggio 2013, Sherman fu scambiato coi Kansas City Chiefs per Javier Arenas. Nella settimana 8 contro i Cleveland Browns segnò il primo touchdown su ricezione in carriera. Il 4 gennaio 2014, nel primo turno di playoff segnò un touchdown su ricezione contro gli Indianapolis Colts ma i Chiefs furono sconfitti per 45-44.
Nella settimana 10 della stagione 2014 contro i Bills, Sherman forzò un fumble chiave su un ritorno di punt oltre a 3 tackle durante i ritorni avversari, venendo premiato come miglior giocatore degli special team della AFC della settimana. A fine anno fu inserito nel Second-team All-Pro Nel 2018 Sherman fu convocato per il suo primo Pro Bowl. Il 2 febbraio 2020 scese in campo nel Super Bowl LIV contro i San Francisco 49ers che i Chiefs vinsero per 31-20, conquistando il primo titolo dopo cinquant'anni. Si ritirò dopo la stagione 2020.

## Palmarès

### Franchigia
- Super Bowl : 1

Kansas City Chiefs: LIV
- American Football Conference Championship: 2

Kansas City Chiefs: 2019, 2020

### Individuale
- Convocazioni al Pro Bowl: 1

2018
- Second-team All-Pro: 1

2014
- Giocatore degli special team della AFC della settimana: 1

10ª del 2014

## Statistiche
| Partite totali      | 60  |
| Partite da titolare | 25  |
| Yard ricevute       | 337 |
| Touchdown           | 2   |

Statistiche aggiornate alla stagione 2014